# Єврейський музей у Празі
Єврейський музей у Празі (чеськ. Židovské muzeum v Praze) — музей у Празі, який має кілька виставок у мережі об'єктів у колишньому єврейському мікрорайоні Йосефов у центрі міста. Представляє другий найвідвідуваніший музей у Празі, щорічно його виставки відвідує приблизно пів мільйона туристів.
Складовою частиною музею є  
1. Майселова синагога
2. Старе єврейське кладовище
3. Пінкасова синагога
4. Клаусова синагога
5. Обрядовий зал («Хевра кадиша»)
6. Іспанська синагога в маврсько-іспанському стилі, з червня 2019 року закрита через реконструкцію
7. Галерея Роберта Гуттманна

Повна екскурсія включає також Старонову синагогу. Усі об'єкти належать єврейській громаді, але лише Староновою синагогою управляє єврейська громада, іншими управляє Єврейський музей.

## Ціни для туристів
На червень 2019 року ціна стандартного вхідного квитка залежить від кількості об'єктів екскурсії
- екскурсія «Єврейський музей у Празі» включає 7 об'єктів — 500 чеських крон, для студентів до 26 років пільгова ціна 350 крон,
- екскурсія «Празьке єврейське місто» включає 6 об'єктів, без Старонової синагоги — 350 крон, для студентів 250 крон,
- Старонова синагога — 200 крон, для студентів 140 крон,
- Галерея Роберта Гуттманна — 50 крон, для студентів 30 крон.

Діти до 6 років та туристи із «Prague card» мають вхід безкоштовний. Квитки на екскурсії «Єврейський музей у Празі» та «Празьке єврейське місто» дійсні 7 днів крім суботи, проте вхід на кожен з об'єктів можливий тільки один раз протягом цього часу.